# Essen Challenger 1981
L'Essen Challenger 1981 è stato un torneo di tennis facente parte della categoria ATP Challenger Series nell'ambito dell'ATP Challenger Series 1981. Il torneo si è giocato a Essen in Germania dal 6 al 12 luglio 1981 su campi in terra rossa.

## Vincitori

### Singolare
Chris Johnstone ha battuto in finale  Andreas Maurer con il punteggio di 7–5, 7–6

### Doppio
Jan Gunnarsson /  Stefan Svensson hanno battuto in finale  Ernie Ewert /  Damir Keretić con il punteggio di 7–6, 7–6